# BB戰士三國傳
《BB戰士三國傳》是萬代為了慶祝BB戰士誕生20週年而創作的全新系列，改編自中國《三國演義》，目前推出了風雲豪傑篇及英雄激突篇及戰神決鬥篇以及將會推出的外傳武勇激鬥錄。目前共有模型、漫畫、手機遊戲（目前僅於台灣及香港販售）等產品。
BB戰士三國傳為2000年以來，萬代SD鋼彈系列銷量最高作品，模型銷量全球達350萬盒。萬代於2009年10月在第49回全日本模型Hobby Show公開BB戰士三國傳動畫化的訊息。

## 故事概要

### 風雲豪傑篇
故事舞台發生於「三縭紗」，劉備、曹操、孫權鋼彈，分別統領「翔」、「機駕」、「轟」三國，聯手討伐殺害靈帝鋼彈的主謀－董卓。

### 英雄激突篇
在最終決戰擊退董卓與呂布後，亂世依舊沒有平息。周遊列國、伸張正義的劉備鋼彈，開拓霸業並逐漸強大勢力的曹操鋼彈，
以及穩固長沙的孫氏一族……這些受命運眷顧的豪傑們，將為新的傳說拉開序幕！而潛伏的臥龍，也將自此一飛沖天！

### 戰神決鬥篇
以劉備與曹操在赤壁之戰失蹤後，遠在西涼軍的馬超為主角，而前作三大陣營，亦繼續出場，繼續三分天下的故事。

### 武勇激鬥錄(外傳)
故事舞台發生於赤壁之戰前、曹操軍剛剛統治荊州，以劉備的養子劉封等十二位未於正傳登場角色的短編故事。不是來自三國誌的項羽亦會於本編登場。

## 角色

### 反董卓聯合軍
董卓殺害靈帝的陰謀曝光後，曹操號召各路豪傑，結成聯軍，號「反董卓聯合軍」，以打倒深居虎牢城的董卓為己任。後來袁紹成為盟主。出處為「十八路諸侯討董卓」。
但實際上袁紹並無參戰，真正親赴戰場的，是曹操、孫堅、劉備等成員。因此在戰後被民眾所垢病。
聯軍成員有曹操、馬騰、孫堅以及劉備。

#### 幽州義勇軍/翔國
劉備鋼彈（RX-78-2 鋼彈）
「龍帝的繼承者」龍帝后裔，疾惡如仇，為解救三縭紗，起而與董卓軍對抗。因而獲得不少武將歸附。與師兄公孫瓚，一同就學於盧植門下。在與師兄重逢時，為救被董卓軍欺負的村民，牽連老師盧植被逮捕。目睹師父被處死，劉備決定到三璃紗各地，解救受苦難的人民。於佛土之村遇見關羽、張飛，並且擊敗襲擊的黃巾THE-O，但是遇到呂布，在三人將備擊敗之際，劉備以三位一體星龍斬打敗呂布。在桃園與關羽張飛結拜為義兄弟。
為討伐董卓，參加以曹操、袁紹為首的「反董卓聯合軍」，在虎牢城虎之門再與呂布對抗。郿宇城決戰，由於董卓的無差別攻擊以及呂布的犧牲，劉備氣憤之下發動「天玉鎧‧蒼龍」，擊敗董卓並且毀滅郿宇城。在董卓毀滅之後，婉拒曹操的邀請繼續邁向旅程。
劉備等人回到幽州之後，恰巧遇到烏丸族欺壓關平，順手解圍也遇到趙雲，在公孫瓚的解說之下，協助幽州軍擊敗烏丸。但是冀州的袁紹軍來襲，劉備與張飛南下尋找兵法書的作者伏龍。在荊州與得孔明之助，撲滅水鏡先生家的大火，雖然得知臥龍已死的消息，但是尋求孔明的加入，再次與從幽州逃出的趙雲相遇。由於化解水龍圍困小孩的危機，得到孔明的認同使其加入。
模型漫畫中，在劉備擊敗呂布後，加入孫權、曹操成立「反董卓連合軍」。虎牢關正門的戰鬥中，曹操單挑呂布，孫權等人對付董卓。在對戰中，孫權中董卓的分身招式暗算而失神昏厥。此際玉璽／天玉鎧與孫權、劉備和曹操三人共鳴，變成天玉鎧．弩虎現世與孫權合體，以強大砲火發動無差別攻擊（連自家人曹操軍也被掃到），呂布在一陣光波巨砲砲火中消失（下落不明）。董卓則在之後的弩虎嘴砲攻擊下敗逃，一把火將雒陽城燒毀，撤退至郿宇城。會戰後各軍自行班師，曹操此時心中暗自企圖接手董卓的霸主地位。劉備則帶著關張二人，繼續尋找志同道合的夥伴，展開自己的復國旅程。
裝備義弟關羽、張飛肩甲後，結合三人力量後，可進化成全金強化型態。
在漫畫中，劉備與呂布單挑時，被董卓偷襲，幸得呂布捨身保護而倖存。其後在董卓手中發動天玉鎧將董卓擊倒。
赤壁之战中被裝備天玉鎧 炎鳳的曹操击破，落入長江。在意識的黑暗中被龍神之光詢問自己所追求的東西為何。受到公孫瓚，盧植，以及所有幫助自己的人所激勵，堅定了追尋人民幸福之正義的信念，成功和天玉鎧 蒼龍共鳴，在金色的光輝中變身為 翔烈帝  劉備鋼彈從長江中升入天空。
武器：牙龍刀（與爪龍刀成對的紅色刀）、爪龍刀（與牙龍刀成對的藍色刀）、龍帝劍（寄宿著龍帝之魂的傳說之劍）
必殺技：星龍斬、真・星龍斬、三位一体星龍斬、三位一体真龍斬
神器：天玉鎧.蒼龍
翔烈帝 劉備鋼彈（PF-78-1 完美鋼彈）
「天驅的戰神」
武器：赤龍翔神刀、青龍烈斬刀、龍帝劍
愛馬：天馬・的盧
必殺技：翔龍双星斬、天翔鳴龍閃、天翔真龍斬
神器：天玉鎧.蒼龍

關羽鋼彈（MSZ-010 ZZ鋼彈）
「鬼髯之大武勇」，劉備二弟，原名「長生」，乃聞名天下的將領，不論敵我雙方，對其均十分敬重。由於昔日與呂布決鬥時戰敗，情人樓蘭鋼彈更被呂布所殺、故鄉亦被其燒燬，自此長生戴上鬼面，踏上復仇之路，到各地迎擊董卓軍。在佛土之村與劉備、張飛相遇，並且一齊擊敗黃天THE-O，認同劉備、張飛保護三縭紗的心意，與兩人桃園結義為三兄弟。與劉備、張飛等參加虎牢關攻略戰、郿宇城攻略戰。
董卓討滅之後，關羽與劉備張飛等人踏上幽州的土地，因此遇到關平。在幽州圍困之時，戴著關平前往許昌說服曹操，以驚人氣勢震懾周倉，得到曹操軍的認同。在官渡之戰與張遼擊敗沮授。但是前往幽州的
武器：鬼牙龍月刀、鬼面用的米加粒子炮
必殺技：鬼牙百裂擊，鬼面米加粒子炮

張飛鋼彈（MSZ-006 Z鋼彈）
「無雙之戰刃」，劉備三弟，出身佛土之村。剛強衝動，表面上以孤高的姿態示人，實際上對劉、關二人十分信賴。最初由於魯莽，誤會劉備為通緝犯「鬼髯」（關羽）。後來雖弄清事實，在「鬼髯」是否義士的問題上，與劉備有所分歧。其後得悉「鬼髯」出現佛土之村，便隻身前往。兩人更加互相匹敵，不分勝負。當三人發現一切都是黃巾隊張三兄弟搞鬼，便聯手擊倒三人。「虎牢城」攻略戰中，與劉備安排與曹操軍共同行動。
武器：蛇矛雷蛇
必殺：爆裂大雷蛇，爆裂超雷蛟

#### 官軍／兗州軍
曹操鋼彈（GX-9901-DX DX鋼彈）
「紅蓮霸將軍」。官軍最後的鬥將、討伐董卓聯合軍的發起人，機駕的君主。崇尚實力主義的天才。時常被認為是冷酷無情的男人，卻是討厭卑鄙之事、擁有高潔靈魂的武將。天生擁有過人領袖魅力、及超凡統率能力。十五年前，曾與盧植同朝為官。後來在其提醒下，決定選擇自己所認同的道路。作為官軍最後猛將，吸引四方能士歸附。（正史的曹操出身孝廉，疾惡如仇，與日後奸雄形象完全不同。）單行本中，「虎牢城」攻略戰中，代替盟主袁紹於前線作戰。模型漫畫中一開始便是聯軍主力。特點：斗蓬可置於背後、張開變成雙翼及裝在肩前變成披肩。愛馬為「絕影」。
武器：炎骨刃、七星劍（寄宿著雀瞬之魂的傳說之劍）、星凰劍（由七星劍分裂出來，與威天劍成雙成對，寄宿著雀瞬之魂的傳說之劍）
愛馬：絶影
必殺技：大紅蓮斬、炎鳳獄焔燐、天鳳華焔斬
神器：天玉鎧.炎鳳
機武帝 曹操鋼彈（GX-9901-DX DX鋼彈）
「紅蓮的焰神」
武器：炎骨刃、威天劍（由七星劍分裂出來，與星凰劍成雙成對，寄宿著雀瞬之証的傳說之劍）、星凰劍、鳳凰七星槍
必殺技：七星紅蓮焰舞、炎鳳獄焔燐、天鳳華焔斬
神器：天玉鎧.炎鳳

司馬懿沙薩比（MSN-04 沙薩比）
「華麗的策士」 辣腕之軍師（精明強幹的軍師），擁有與孔明匹敵的才智，為尋找古代文獻而獨自行動，並從中料算到，龍帝劍出現，代表亂世即將再臨。本身兼有武將才能，成為曹操旗下一員。不過司馬懿時常獨自行動，另有所圖，也令曹操十分提防。特點：軍扇與長劍合體成「銀翼之大劍」、有軍師／武將型態可以變換。模型漫畫中，是虎牢城攻略戰策劃人。單行本中，同一戰略，由其與田豐等人共同策劃。
武器：紅翼扇、銀之牙
必殺技：鳳翼斬

夏侯惇基羅斯（XM-05 貝爾格‧基羅斯）
「鋼之猛將」機駕猛將，曹操最信賴的將領，地位猶如右手的豪傑，愛好堂堂正正的戰鬥。「虎牢城」攻略戰中，與曹操隨軍出征。典韋護主身死，劉備責怪曹操無動於衷，夏侯惇曉以大義，指出只有打倒董卓，才不會辜負犧牲者。漫畫中右眼仍未戴眼罩。模型漫畫中，為保護受呂布襲擊的曹操，失去左眼。獨眼外形來自「F-91」中「黑色部隊」隊長查比尼。
武器：蛇骨剛劍（可變成九節鞭）
必殺技：蛇流絞斬

夏侯淵達拉斯（XM-04 貝爾格‧達拉斯）
「隼之猛將」機駕猛將，夏侯惇之弟，地位猶如曹操左手的猛將，擅長射擊，速度敏捷、神出鬼沒。
武器：銳錘、剛骨棍、剛銳戟、銳刃弓、剛銳弓、剛銳砲
必殺技：獄羅丸

##### 曹操軍近衛軍
程昱華玆禾拉比（DT-6800HMC 華玆禾拉比）
集結機駕精銳的「曹操軍近衛軍」首領，比司馬懿年長，但亦願意奉其為軍師之首。善於洞察人心的軍師，曾向司馬懿報稱劉備持有龍帝劍。

典韋亞席瑪（NRX-044 亞席瑪）
「不動之怪力」，隸屬曹操軍近衛隊。擁有超乎常人的怪力，甚至可變成巨斧，重創敵人。一次徒手打虎，被夏侯惇發現，令他相當欣賞，繼而向曹操推薦典韋加入，因而成為部下。當曹操親眼見證其神力後，將他與古代力士「惡來」（「惡來」其實真有其人，在中國歷史記載，是商朝的武將。）相比，稱其為「古之惡來」，更立即提拔其為護衛。令典韋對其更加欽佩，為報答知遇之恩，從此亦決定哲死效忠曹操。由於典韋一直以護衛身份活躍，相對其他一直東征西討，建立戰功的武將而言，鋒芒似乎猶有不及，不過有關他忠心護主的事績，仍為世人所傳頌。某次董卓為了在曹操軍內部挑起混亂，乃派出士兵詐，乘機混進曹軍。他們看準曹軍疏於防範時，發動突擊，未幾已攻進曹操寢室附近。幸得典韋及時察覺，即使赤手空拳，身中多箭仍拚死抵抗，拖延時間，援軍才能及時平息亂事，更令曹操得以脫險。自此以後，曹操更加信任典韋，甚至將他擢升至衛兵隊尖子才能加入的「曹操軍親衛隊」中。最後在虎牢城之戰中，再次為保護曹操，抵擋張遼一擊而死。由於典韋曾出手救助劉備三人，令劉備對曹操，即使典韋亡於眼前亦毫無悲傷之情而憤怒。
武器：激裂斧
裝甲：戰斧甲
必殺技：戰斧甲滅

#### 長沙軍

##### 孫族
孫權鋼彈（RX-78GP03S"Stamen" 鋼彈試作3號機「雄蕊」）
「沉默寂靜的猛虎」，是管治三縭紗南部、長沙地方的將軍·孫堅之次子。雖然出身貴冑，但卻是一名重情重義，能與下屬打成一片的少俠。最初因為「難道沒什麼比起正義及正義的人更重要嗎」而參戰。後來在父親孫堅及祖茂戰死後，大為震怒，更喚醒虎牢城中沉睡的「天玉鎧」，終於令該城陷落。然而孫權亦因為自己，牽連數萬士兵壯烈犧牲，卻未能根絕董卓勢力，十分自責。最後得到劉備及曹操勸導下，為打倒董卓，再次返回長沙。
武器: 牙王劍、虎錠刀（寄宿著虎曉之魂的傳說之刀）
必殺技: 蒼晄壁、雙虎破刃、龍虎爆獸撃、猛虎獸烈覇
神器：天玉鎧.弩虎
轟大帝 孫權鋼彈（GP-78GP00"Blossom" 鋼彈試作0號機「繁花」)
「碧眼的獸神」
武器：牙王劍・零壹（孫權之父，孫堅的愛劍）、真・虎錠刀
変形形態：獣神形態＜じゅうじんけいたい＞
必殺技：猛虎獸烈覇、王虎轟獸撃
神器：天玉鎧.弩虎、虎磷魄

孫堅鋼彈（RX-78GP01 "Zephyranthes" 鋼彈試作1號機「玉簾」）
「江東之虎」孫權之父、孫氏三代霸業的草創者。長沙地方的領主，亦為偉大兵法家「孫武」（孫族）後裔。擁有足以與龍帝劍匹敵、由三侯時代己流傳至今的兵器「虎錠刀」。
孫堅年少時，已經嶄露頭角。十七歲時曾以一人之力，剿滅數十人的盜賊，更以此立下戰功。在不斷掃蕩地方盜賊期間，他亦開始擴大自身影響，「江東之虎」一名，由此而來。至於由他率領的武將及士兵，日後亦成為長沙軍發展骨幹，當中最出眾者，包括精於計謀的程普、堅守忠義的祖茂、勇猛果敢的黃蓋、以及冷靜沉著的韓當，號「長沙四騎眾」。四人在奠定孫氏霸業基礎上，舉足輕重。孫堅不單善戰知兵，更是與曹操不相伯仲，同樣是行事果敢、而且深得下屬愛戴的領袖人物。他相當重視，令自己與下屬上下一心。在他苦心經營下，孫氏一族，成為全三璃紗最團結的武裝勢力，由長沙軍中，擁有為了護主，甘願殉難的祖茂、以至即使日後孫堅陣亡後，仍然盡心扶助其子孫策的家臣，已體現出這份團結精神。有人認為，孫策性格寬弘海量，以他本身的領袖魅力，已可令家臣自願效命，不過無可否認的是，孫堅對下屬廣施恩義、令他們即使趁湯蹈火，都在所不辭，正是本著希望報答先主之恩，才使每位家臣，更加克盡己任、輔助孫策。
後來，他在曹操邀請下，加入討伐董卓聯軍。在軍事會議中，他主動向司馬懿請纓，率領長沙四騎眾，進攻虎牢城，目的是要得到傳說中的神器「天玉鎧」。可惜大事未成，便為保護受呂布攻擊的孫尚香戰死。事件震撼整個長沙軍，眾人均而悲慟不已，卻也令長沙軍更團結、更勇猛。孫堅率領「長沙四騎眾」作戰時，全部成員都會戴著紅色圍巾。
武器：虎錠刀
必殺技：猛虎獸烈覇

孫策鋼彈（RX-78GP02 "Physalis" 鋼彈試作2號機「酸漿果」）
「江東的小霸王」孫權之兄。「虎牢城攻略戰」時留守江東，與文靜的弟弟相反，個性活躍強悍。為磨練幼弟孫權，著令其加入聯軍作戰。與周瑜年少時已是好友。
武器：雙虎旋棍、強襲激鋼棍、虎錠刀
必殺技：激鋼重暴突、猛虎獸烈霸、天華鋼烈魂

孫尚香鋼彈（RX-78GP04G "Gerbera" 鋼彈試作4號機「非洲菊」）
「江東的弓腰姬」、孫權之妹。作為女性，卻如男性一樣強悍的性格，連兄長都感到十分棘手。瞞著大哥孫策，與孫權一起親赴戰場。郤意外遇見劉備，更對對方一見鍾情。
武器：麗虎刀、虎影弓
必殺技：華天樓

##### 長沙四騎眾
自孫堅起兵以來一直跟隨的四位老將，協助孫氏一族打下穩定基業。原型是參考「機動戰士GUNDAM 0083」的「不死身之第四小隊」。
祖茂高出力吉姆（RGM-79C 高出力吉姆）
「長沙四騎眾」之一，經常擔任先鋒，並使用二刀流切入敵陣。個性衝動，四人中性格最為赤膽忠心。孫堅的子女均視其為親人看待，暱稱為「阿吉」。「虎牢城」攻略戰，隨孫堅擔任奇襲隊。早已等待多時的呂布，此時發動攻勢，祖茂為護主承受重擊，後來在孫堅戰死後亦氣絕身亡。
武器：黃牙刀
必殺技：對牙之移

黃蓋古夫（MS-07B 古夫）
「長沙四騎眾」之一，孫家的元老將領，外表兇惡但內心善良。自小家貧，為出人頭地便努力學習武藝和兵法。善使鋼鐵製武器「多節鞭」的豪傑。「虎牢城」攻略戰，隨孫堅擔任奇襲隊。
武器：鐵碎鞭
必殺技：虎雷擊

程普吉姆改（RGM-79N 吉姆改）
「長沙四騎眾」之一，擅長各種知識，尤對神話及傳說深有研究，是孫堅的參謀。武藝亦高強，曾殺死董卓軍將領胡軫。愛用武器為波狀刀刃的「鐵脊蛇矛」。「虎牢城」攻略戰，隨孫堅擔任奇襲隊。
武器：鐵脊蛇矛
必殺技：亂拳

韓當吉姆加農II（RX-77-4吉姆加農II）
「長沙四騎眾」之一，重視禮節、老當益壯的勇將。對軍紀十分嚴格，帶兵以沉著冷靜見稱。「虎牢城」攻略戰，隨孫堅擔任奇襲隊。
武器：虎徹刀、狩爪弓
必殺技：虎刈斬

##### 其他將領
周瑜百式（MSN-00100 百式）
「白金之智將」與孫權之兄．孫策自小已經相識的將領，是建成強力水軍、以平定江東不可缺少的人物。
在單行本外傳中，曾被海賊胡玉挾持，後來被救回。
武器：白虎刀、白爪弓、天雷火炮
必殺技：天雷火炮

#### 冀州軍
袁紹龙飞（AMX-107 龙飞）
「河北之雄」。出身自冀州中世代擔任將軍職務的名門「袁家」，既是袁氏當家主，同時想取得天下的野心家。以壓倒性的財力、及顯赫名聲及背景，就任為反董卓聯合體盟主。不過，虎牢城攻略戰中從未親赴戰場。
武器：飛紅劍
必殺技：血冥斬

田豐卡爾斯-J（AMX-101 卡尔斯J）
仕奉袁紹的參謀長，極之優秀的軍師，指揮冀州大軍東征西討。少數能洞悉司馬懿，打算利用孫堅解開「天玉鎧」，同時以主公袁紹擔任聯軍先鋒，以建立威信的人物。

#### 西涼軍
馬騰蒼藍命運（RX-79BD-3 蒼藍命運3號機）
反董卓聯軍成員之一。虎牢城攻略戰中，在曹操等東路軍於虎牢城牽制敵軍時，循西路向董卓大本營虎牢城、三璃紗首都洛陽進行迂迴突擊。

少年馬超蒼藍命運（RX-79BD-1 苍蓝命運1號機）
董卓討伐戰時，隨同父親馬騰擔任西路軍，向洛陽進軍。與父親馬騰親眼看見劉備便用天玉鎧打敗董卓。（參見《戰神決鬥編》連載漫畫）

### 董卓軍
前身為「涼州騎馬軍團」，由西涼將領組成的軍團，以玄武為守護神。其領導者董卓，先是殺害君主靈帝，繼而獨攬大權，令三璃紗陷入動亂之中。董卓弄權，引致各地豪傑組成「反董卓聯盟軍」，最後董卓被劉備所殺，董卓軍被滅。
董卓薩克I（MS-05 扎古I）
「暴虐的太師」為求目的，不擇手段，殘虐無道的將領。指使呂布殺害靈帝，引發三縭紗陷入戰亂的元兇。董卓本身是涼州的豪族，精通各種武藝，當中尤其善於騎術，由他所率領的「涼州騎馬軍團」，更是名震三璃紗。後來「黃巾之亂」爆發，董卓平亂有功，受到朝廷加獎，他亦因此契機，得以躋身廟堂之上，聲名一時無兩。然而，董卓察覺到王朝衰退的跡象漸現，奪取大權的野心，亦不斷膨漲。他倚靠強大的武力，更透過暗殺靈帝，奪取聖印「玉璽」，更自封太師，掌握實權。得以控制三璃紗的董卓，透過粗暴鎮壓、以及濫用大權，在各地施行暴政，甚至指派士兵到各地搶掠，壞事做盡。郿宇城會戰時，以兩肩米加粒子炮進行無差別攻擊，呂布隊及討董軍皆被波及。為此而被激怒的劉備，發動「天玉鎧．蒼龍」，將其消滅。
武器：刀、黑狼砲X6
必殺技：滅殺爆煉炮

李儒里格夏柯（ZM-S22S Rig Shokew）
董卓軍領袖、猶如董卓的匕首一般、輔助其狼狽為奸的極惡軍師，據說其所獻所用之計謀，冷血無情，連同伴亦感到心寒。郿宇城一戰，與董卓發動無差別攻擊，最後為素來不和的徐晃所殺。
武器：痺棘鞭
必殺技：縛雷、弩弓亂射炮

徐晃沙貝特（MMS-01 大毒蛇）
董卓側近、官位衛將軍。對董卓及李儒的所作所為存有疑問。曾為此與李儒不歡而散。郿城會戰中，徐晃無法忍受李儒不分敵我的攻擊，一怒之下將李儒斬殺，戰後與張遼一起加入曹操陣營。
史實中有此人，是楊奉的部下，後加入曹操陣營。
武器：鋏刃戟、鐵火練武
必殺技：鐵火地雷衝

馬元義薩克I（MS-05 扎古I）
董卓軍先遣部隊隊長，接受董卓密召，前往幽州逮捕被誣謀反的盧植，並將其處死。最後被為師父報仇的劉備所殺。
史實中有此人，是黃巾軍於洛陽的大帥。
武器：劍

華雄贊尼克（ZMT-S29）
「首斬的華雄」，董卓軍猛者，手上超長尺寸的戟刀「斬馬戟」，擁有能將巨石一分為二的驚人破壞力。「虎牢城」攻略戰中，迎擊欲從正面突入的曹操軍，更與典韋交手，打倒了典韋。最後在曹操發射火炎後被燒盡。
武器：斬馬戟
必殺技：空旋斬破擊

胡軫强人（YMS-15 强人）
劇中未登場，是華雄的副將，被程普所殺。（參見電擊HOBBY 08年10月刊「三國傳武將檔案」—長沙四騎眾傳）
胡軫後來在動畫電影版出場，以「強人」(GYAN)為原型機。(參考SD 高達三國傳BraveBattleWarriors)

#### 呂布隊
董卓麾下猛將呂布率領的部隊，在郿宇城會戰中，被李儒不分敵我的弩炮射擊，幾乎盡殺所有成員。最後呂布不知所終，僅存成員張遼，最後連同重傷的赤兔馬一同歸順曹操。
呂布托爾吉斯（OZ-00MS2B 多鲁基斯III)
「戰慄的暴將」天下聞名、以一敵百的豪傑。為成為天下最強、一騎當千的豪傑，加入董卓軍。亦由於此，即使董卓令三璃紗陷入苦難，亦在所不惜。而且對弱者奉行殺無赦，絕不留情。曾力壓劉備三兄弟。不過在劉備喚出龍帝劍後，才被打敗。曾在長生（關羽）居住村落大肆破壞，長生前往阻止，但被擊倒，情人樓蘭更加殉難。致令其更名為關羽立志報仇。
「虎牢城」攻略戰，負責鎮守城側，更欲殺死率領「長沙四騎眾」進行奇襲的孫堅。結果令捨身護主的祖茂陣亡。後來在孫權發動「天玉鎧．弩虎」時受重傷，即使如此，當討董軍到達郿城時，仍堅持與劉備單挑。然而董卓發動無差別攻擊，先後將貂嬋、高順、陳宮殺死，孤軍作戰的呂布，更受到波及，對劉備遺下「能夠打倒你的人就只有我!」便消失了光波中，生死不明。模型漫畫中，擔任虎牢城正門守將，與曹操不分高下。最後投靠曹操，成為其部下。有一愛駒「赤兔馬」，與正史一樣，世人均稱為「人中呂布，馬中赤兔」，可變成電單車。
武器：破塵戟
愛馬：戰馬・赤兔馬
必殺技'旋風大烈斬、旋風爆裂衝、暴風激烈斬、旋風迅雷爆裂衝
神器：天玉鎧・真武
玄武裝呂布多鲁基斯（OZ-00MS2B 多鲁基斯III）
黑曜的鬥神
武器：方天武戟、霊亀甲盾
必殺技：武幻爆裂衝、天武大烈斬

貂蟬卡碧尼（AMX-004 卡碧尼）
「美麗的女將軍」，面對人所畏懼的呂布，她是少數能夠理解其心意的人物，出於愛慕之情，以輔助身份支持他之外，亦會參與作戰。時常稱呼呂布為「奉先」。「虎牢城」攻略戰中，與呂布迎擊發動奇襲的孫堅軍。最後在郿城被李儒不分敵我的弩箭射殺。
武器：麗鐵扇
必殺技：破蝶之舞

張遼蓋古克（MS-14 蓋古克）
「淒絕的鬥魂」，車騎將軍，天生擁有異常強烈的鬥志，對與呂布一樣名震天下十分自豪。只要張遼出現，週遭所有人都會十分害怕。「虎牢城」攻略戰中，作為抵抗曹軍的第二波攻擊，原本打算一擊直取曹操性命。最後典韋以身體抵擋攻勢身死。董卓倒台後，與徐晃歸順曹操。
武器：鳳龍雙刃刀（鳳鉤刀、龍身刀）
必殺技：烈刃大旋輪、蒼紋猛瀑布

高順拜葉特（OZ-13MSX1 Vayeate）
「'最強之矛'」董卓軍虎牢城左軍校尉。以呂布側近身份而活躍。擅長進攻，經常與陳宮配合作戰。為人正直清廉，從不加害手無寸鐵的百姓和降兵。最後在郿城被李儒不分敵我的弩箭射中，與陳宮負著重偒與夏候兄弟決鬥，最後雖戰敗但令夏候惇失去左眼，失去一眼的夏候惇更吶喊「兩位的英魂，巳深深烙在我的眼裡」。模型漫畫中，為劉備、張飛兩人打敗。
武器：鋼撲棍（鐵鞭）
必殺技：邪突擊

陳宮麥丘留士（OZ-13MSX2 Mercurius）
「最強之盾」董卓軍虎牢城右軍校尉，以呂布側近身份而活躍。擅長防守，經常與高順配合作戰。亦擅長用兵和謀略，是隊中的參謀，其謀略水準連張遼和曹操也佩服。最後在郿城被李儒不分敵我的弩箭射中。與高順負著重偒與夏候兄弟決鬥，最後雖戰敗但令夏候惇失去左眼，失去一眼的夏候惇更吶喊「兩位的英魂，巳深深烙在我的眼裡」。模型漫畫中，為劉備、張飛兩人打敗。
武器：邪獵圈（飛星刃）
必殺技：圈斬擊

#### 黃巾隊
董卓麾下部隊，由張三兄弟張角、張寶、張梁三人組成。曾發動「黃巾之亂」，最後董卓出兵，三人亦率部投降，「黃巾軍」變成「黃巾隊」。張三兄弟、以及黃天THE-O，全為「Z」中泰坦斯編號「PMX」系列MS，即「斯洛哥設計MS」。
張角帕拉斯·雅典娜（PMX-001 Palace Athene）
「天公將軍」董卓麾下「黃巾隊」將領之一，張氏三兄弟大哥。擅長操控天氣變化的仙術。
武器：兩刃之仗
必殺技：黃仙術
特技：大平要術——木星合身

張寶波利諾克·沙曼（PMX-002 Bolinoak Sammahn）
「地公將軍」董卓麾下「黃巾隊」將領之一，張氏三兄弟二弟。通曉發動地震的方術。
武器：雙凜刀
必殺技：黃方術
特技：大平要術——木星合身

張梁梅薩拉（PMX-000 Messala）
「人公將軍」董卓麾下「黃巾隊」將領之一，張氏三兄弟三弟。特技是迷惑人心的妖術。
武器：無
必殺技：黃妖術
特技：大平要術——木星合身

黃天鐵奧（PMX-003 The O）
張角、張寶、張梁三兄弟合體形態，名為「太平要術一木星合體」，合體口號為「蒼天已死，黃天當立」。最後為劉關張三人所打敗。
武器：黃天檄
必殺技：黃天立漸

### 幽州軍
公孫瓚EZ-8（RX-79[G]Ez-8）
與同為盧植弟子的劉備為師兄弟，對不拘小節的劉備頗感棘手。以繼承父親成為幽州將軍為目標。盧植被處決前，獲其託付兵法書。
武器：白磷刀
必殺技：爪龍擊，白馬陣

#### 國境防衛隊
趙雲鋼彈（LM314V21 （Victory）V2 Gundam）
「疾風之槍者」「仁將」、「疾風之銀槍」之稱、幽州軍出身的武將，亦是朝廷任命的「國境防衛隊」隊長，本身是一名槍法高手。擁有堅毅不屈的精神力。是翔國五誇將之一。
武器：嵐（山、風）
必殺技：龍激導，真空迅
坐騎：飛影閃

### 靈帝／大臣
靈帝鋼彈（XXXG-00W0 Wing Gundam Zero）
三璃紗皇帝。在任時，張角三兄弟叛亂，史稱「黃巾之亂」。後來董卓率兵平定，因戰功提拔他進入朝廷。後來為董卓及呂布暗殺，由此掀起天下紛亂局面。最初設定為WING ZERO，不過根據Hobby Japan 9月號指出，是「模彷從前某一個角色設計」，令人聯想起白龍大帝。

盧植鋼加農（RGC-80 GM Cannon）
昔日擔任宮廷軍師，十五年前突然退隱，成為劉備及公孫瓚老師。可惜為保守「龍帝劍」秘密，被董卓軍處死。
十常待
董卓未稱霸前，操縱三璃紗政局的奸臣集團，不把靈帝放在眼內，推行各種暴政。（參見電擊HOBBY 09年5月刊 三國傳武將檔案—盧植‧水鏡傳）

### 其他角色
孫武（機體不詳；有可能和猛虎装孫權高達一样模式）
孫氏一族
孫族之祖先、孫堅父子祖先、偉大的兵法家；與劉邦是契友。
武器：真·牙王劍、虎錠刀、真·虎錠刀
必殺技：悍虎獸烈霸

鴻夫人吉姆狙擊型II（RGM-79SP GM Sniper II）
佛土之村女性村民，向劉備告知張飛為著保護村裡孤兒，放棄理想的原因。

樓蘭鋼彈（LM312V04 Victory Gundam）
長生鋼彈（後來的關羽）的戀人。在長生與呂布決鬥之前，將佩玉交託予他。最後於呂布打敗長生、火燒村莊時殉難。

胡玉海德拉（OZ-15AGX Hydra Gundam）
長江附近的水賊首領，曾敗於孫堅的策略。近年懾於董卓軍的猛烈攻擊，被逼隱伏。為向孫氏一族報復而脅持周瑜，繼而攻入長沙。不過孫策使用了祖傳的兵法書「孫子兵法」，根據地長沙軍亦被再次討伐。只在漫畫版外傳登場。（而胡玉本身真有其人，曾在「三國誌 孫破虜討逆傳」中出現。）

孔明Re-GZ （RGZ-91 Re-GZ）
精通兵法，「稀世的聖軍師」，現時仍為等待名主隱居著。取說（模型漫畫）中，看到夜空中代表董卓的「暴虐之星」墜落，預料世界將由黑暗中被解放出來。
特點：爆鷹扇可變成「爆鷹機」，亦可變成背包。
武器：爆鷹扇
必殺技：爆凰烈羽

天翔龍 孔明鋼彈(RX-93 Nu Gundam)
脫下面罩的真正型態,跟爆鳳扇合體的型態(RX-93-ν-2 Hi-ν Gundam)
武器:寶扇劍 龍焰刀

須佐之男（機體不詳）
武器：天叢雲劍
必殺技：兇暴本性、破壞神

## 年表
神話時代
自從世界開天闢地後數萬年以後，世界上充滿各種魑魅魍魎，於各地飛橫跋扈，陷入混亂的世界，令天帝亦不禁搖頭嘆息。為平定世間魔物，乃派遣三名鋼彈，擔當使者，降臨凡間。
身披散發著光輝的水晶羽衣「玻璃之紗」，三位使者結合彼此「心技體」的力量，以三位一體的力量：
「雀瞬」變成太陽；「虎曉」化成月亮、以及「龍帝」化成海洋，驅除邪惡黑暗，孕育著世界。
而成就此偉業的三人，後世稱之為「三侯」，並以三人身上的「玻璃之紗」，將世界取名為「三璃紗」
至於寄宿著「三侯」靈魂的聖印「玉璽」，亦成為管治天下的皇帝之證明，在三璃紗代代相傳。
『當三璃紗再次受黑暗包圍時，繼承三侯靈魂的鋼彈，將會在玉璽引導下，再次打擊黑暗…』
——《G記·三侯本紀》
- 375年前

袁紹、曹操成為朝延命官
先帝崩，靈帝繼位
- 375年

宮廷軍師盧植神秘引退。
- 384年

張三兄弟發動「黃巾之亂」，後來董卓平定之，因戰功得以躋身權力核心，把持朝政。同時下令興建要塞「郿宇城」。呂布成為董卓軍的大將軍。
- 385年

董卓的暴虐統治開始。
關羽故鄉遭洗劫。
「臥龍」指揮義士抵抗董卓暴政，死傷無數，令他出於悔疚而隱居。
同年，盧植遇到臥龍，並獲得兵法書。
- 388年

盧植將「龍帝劍」授予劉備，後來以謀反罪被馬元義所處死。為尋找志同道合之士，劉備展開旅程。
- 389年

董卓與呂布暗殺靈帝，並奪取玉璽。董卓隱瞞弒君真相，自任太師。
劉備於佛土之村遇見關羽、張飛。三人合力打敗張三兄弟。
呂布與劉備等人交戰，並發現龍帝劍的存在。劉關張桃園結義。
- 390年

暗殺靈帝的陰謀被揭發，曹操以此為名義舉兵。
- 391年

「官軍最後的鬥將」曹操舉兵於兗州，並在其呼籲下，與各路大軍組成「反董卓連合軍」。長沙的孫堅、西涼的馬騰亦起而加入。
- 392年

劉備及其結義兄弟加入連合軍。*呂布當時作為董卓軍「虎牢城守備隊」的總指揮。而連合軍的盟主為袁紹。不過由於袁紹當時留守本陣，所以實際指揮大軍的是曹操，與此同時，軍師司馬懿亦於戰事中暗中活躍。關於他的年齡，由於無從考證，所以真偽不明。
正面強攻的兗州軍將領典韋、董卓軍華雄戰死。攻略「虎之門」的祖茂、孫堅陣亡。
天玉鎧．弩虎被啟動， 虎牢城崩壞。
董卓火燒洛陽，退守郿宇城。最後為劉備發動天玉鎧．蒼龍所殺，麾下呂布隊全滅。討董聯盟勝利。

## 用語
三縭紗
「三國傳」舞台所在，國名來自傳說中解救世界的「三侯」，由於三侯身穿「玻璃之紗」，後人為紀念三人功績，便以「三璃紗」作為新世界名稱。部份州郡，如涼州、江東與三國時代相同。國名ミリシャ來自「TURN A」的市民軍。
玻璃之羽衣
「三侯」降臨凡間，重建世界時所穿裝束，透明的質料，發散出陣陣光芒。
闇
「三侯本紀」中所記載、率領魑魅魍魎，令世界陷入痛苦深淵的元兇。根據「三國傳」動畫MV所示，董卓、郭嘉是其中兩員。另外一人是蚩尤。
翔(「翔」一名，是來自機動戰士0079主題曲「翔べ！ガンダム」)
模型漫畫中，劉備建立的國家，位於三縭紗西南。物產富饒，有很多尚未開發的地方。
在連載的英雄激突篇最後一話，孔明在益州繼承消失的劉備意志建立起翔國。
 機駕（Giga，英文意思「十億」）
模型漫畫裡，由曹操建立的國家、三縭紗北方大國。以廣闊的領地、及雄厚的經濟實力傲視同儕。
連載的英雄激突篇最後一話，曹丕在司馬懿輔佐之下建立起機駕國。
轟
江東地區的國家、自孫堅、孫策，最後傳到孫權手上，憑籍海上貿易之利，經濟實力不容忽視。
連載漫畫裡，孫權繼承孫堅孫策的遺志建立轟國。
鑰匙
在「三國傳」中即是玉璽。除了是皇權象徵，背後力量仍有待解開。
龍帝
三縭紗皇帝稱號。與同樣以中國為背景的影舞亂夢，稱謂相同。
佛土之村
三縭紗大陸的村落、張飛出身之地，後來以呂布為首的董卓軍入侵該村，劉關張三人遂起而與之決戰，上演一幕「三英戰呂布」。
「佛土」一名，來自佛家用語。
虎牢城
董卓軍大本營，固若金湯，毗鄰洛陽，易守難攻的城塞。其中有虎首形狀的石像背後，隱藏神秘兵器「天玉鎧」。最後在孫權發動「天玉鎧．弩虎」時被毀壞，亦令董卓決定棄守洛陽，退守郿宇城。
名稱來自現實中的「虎牢關」。
洛陽／雒陽
三璃紗政治中心，有「光之都」稱號。董卓殺害靈帝后，亦以此為大本營。虎牢城陷落後，為拖延聯軍，火燒雒陽，並退守郿宇城。名稱來自史實的「洛陽」。
英雄激突篇最後一回，機駕國都為洛陽
郿宇城
董卓躋身朝廷後，為了鞏固統治，打穩後方，乃下令在長安附近，興建要塞「郿宇城」。虎牢城攻略戰中，虎牢城為孫權所攻陷，董卓決定火燒洛陽，退走郿宇城。「郿宇城」又名「郿」在中國歷史中確有此城，同樣是董卓當權時興建、有「萬歲塢」之稱。
虎牢城攻略戰
反董卓連合軍為著一舉消滅董卓軍，決定先發制人，兵分兩路進攻。模型漫畫與漫畫版，內容稍有不同。模型漫畫版中，司馬懿決定先由曹操率領眾人突入虎牢城正門，以拖延時間。自己則與劉備循地道潛入，偷取玉璽。漫畫版中，司馬懿與田豐兩人經過一番爭持，才決定由盟主袁紹鎮守本陣，曹操、孫堅各分兩路：曹操由正面進攻，孫堅則繞至城側發動寄襲。
天玉鎧
是來自黄帝極端【黄帝エクストリーム】所创造得神秘裝甲，擁有古代遺産：戦神‧龍帝（蒼龍）、獣神‧虎曉（弩虎）、焰神‧雀瞬（炎鳳）、闘神‧武羲（真武）力量，可因應使用者改變型態。與傳說中「三侯」有重大關係。
G記
司馬懿到處尋找的竹簡書。記載著三縭紗神話「G記」。第一段的內容為「曾經閃耀著光芒的三名當三璃紗再次受黑暗包圍時，繼承三侯靈魂高達們，將會在玉璽引導下，再次打擊黑暗由天上降臨到人間，神話中被稱為「三侯」的三人，在他們三為一體後，便安定了世界。其中一人變成了太陽，照耀著世界，另外一人變成了月亮，治療著世界，最後一人變成了大海，孕育著世界。時間慢慢地不斷流逝……當三璃紗再次受黑暗包圍時，繼承三侯靈魂高達們，將會在玉璽引導下，再次打擊黑暗……」
原型為西漢史學家司馬遷著作「史記」。
異民族
三璃紗邊境接壤地區中聚居的民族。有時會襲擊三璃紗邊區。例如東北方烏丸族、幽州附近的異民族、以及西北方，姜維出身的部族。

## 動畫系列
2009年10月，萬代於日本第四十九屆模型展中，首次預告三國傳將會正式製成動畫作品。
2010年，台灣由群英社取得授權；並於10月13日至11月14日間，在西門町絕色影城12樓與《機動戰士鋼彈00劇場版》、《機動戰士鋼彈UC》動畫電影，舉辦為期一個月的◆「鋼彈SP特展」活動。

### 促銷動畫

#### 主題曲
三縭紗傳說 THE BRAVE LEGEND
日文版主唱：Ko-Saku
粵語版／國語版主唱：鄭伊健
日文版MV已收錄於「2007 SD鋼彈DVD Boxset」中。

### 電視動畫

#### 主題曲
初代片尾曲「三縭紗傳說 THE BRAVE LEGEND（三璃紗伝説 〜The Brave Legend〜）」（第1話－第26話）
塡詞：小川マキ，作曲、編曲：吉川慶，主唱：Ko-saku

## 手機遊戲
台灣手機遊戲自製研發廠商 極致行動科技 與日本 BANDAI NAMCO 集團合作，[2008]年8月發表「BB 戰士三國傳」手機加值產品，內容除了手機遊戲單次下載外，同時還將有月租型服務，結合《BB 戰士 三國傳》系列手機遊戲即時對戰 PK、軍團，與手機桌布、主題、線上扭蛋等內容。目前共有五款手機遊戲，於台灣及香港透過電信公司販售，日本本土尚無此產品線。

## 外部連結
- （日語） 日文三國傳官方網頁
- （中文） 亞洲三國傳官方網頁
- （中文） My卡通動畫網 - SD鋼彈三國傳（页面存档备份，存于）